# Kluczewo (gromada w powiecie stargardzkim)
Kluczewo – dawna gromada, czyli najmniejsza jednostka podziału terytorialnego Polskiej Rzeczypospolitej Ludowej w latach 1954–1972.
Gromady, z gromadzkimi radami narodowymi (GRN) jako organami władzy najniższego stopnia na wsi, funkcjonowały od reformy reorganizującej administrację wiejską przeprowadzonej jesienią 1954 do momentu ich zniesienia z dniem 1 stycznia 1973, tym samym wypierając organizację gminną w latach 1954–1972.
Gromadę Witkowo z siedzibą GRN w Kluczewie (obecnie w granicach Stargardu) utworzono – jako jedną z 8759 gromad na obszarze Polski – w powiecie pyrzyckim w woj. szczecińskim na mocy uchwały nr V/49/54 WRN w Szczecinie z dnia 5 października 1954. W skład jednostki wszedł obszar dotychczasowej gromady Kluczewo (bez miejscowości Strzyżno) ze zniesionej gminy Wierzbno w tymże powiecie.
1 stycznia 1955 gromadę Kluczewo włączono do powiatu stargardzkiego w tymże województwie, gdzie ustalono dla niej 13 członków gromadzkiej rady narodowej.
Gromadę Kluczewo zniesiono 31 grudnia 1959 w związku z nadaniem jej statusu osiedla (dwa lata później, 31 grudnia 1961, osiedle Kluczewo włączono do Stargardu Szczecińskiego).